# HK Liepājas Metalurgs
Le HK Liepājas Metalurgs est un club de hockey sur glace de Liepāja en Lettonie. Il évolue dans le Latvijas čempionāts, l'élite lettone.

## Historique
Le club est créé en 1998. En 2013, le club disparaît à la suite de la faillite de l'usine métallurgique Liepājas Metalurgs.

## Palmarès
- Champion de Lettonie : 2000, 2002, 2009, 2011, 2012.
- Vainqueur de la Ligue d'Europe de l'Est : 2002.